# Слатиоареле (Јаломица)
Слатиоареле (рум. Slătioarele) насеље је у Румунији у округу Јаломица у општини Жилавеле. Oпштина се налази на надморској висини од 65 m.

## Становништво
Према подацима из 2002. године у насељу је живело 492 становника, од којих су сви румунске националности.